# 足立順道
足立 順道（あだち じゅんどう、天保11年〔1840年〕5月15日 - 明治20年〔1887年〕8月20日）は、日本の僧。愛知県西尾市にある紅樹院の34世住職。西尾に茶産業が広まるきっかけを作ったとされ、西尾茶の「茶祖」とされる。

## 経歴

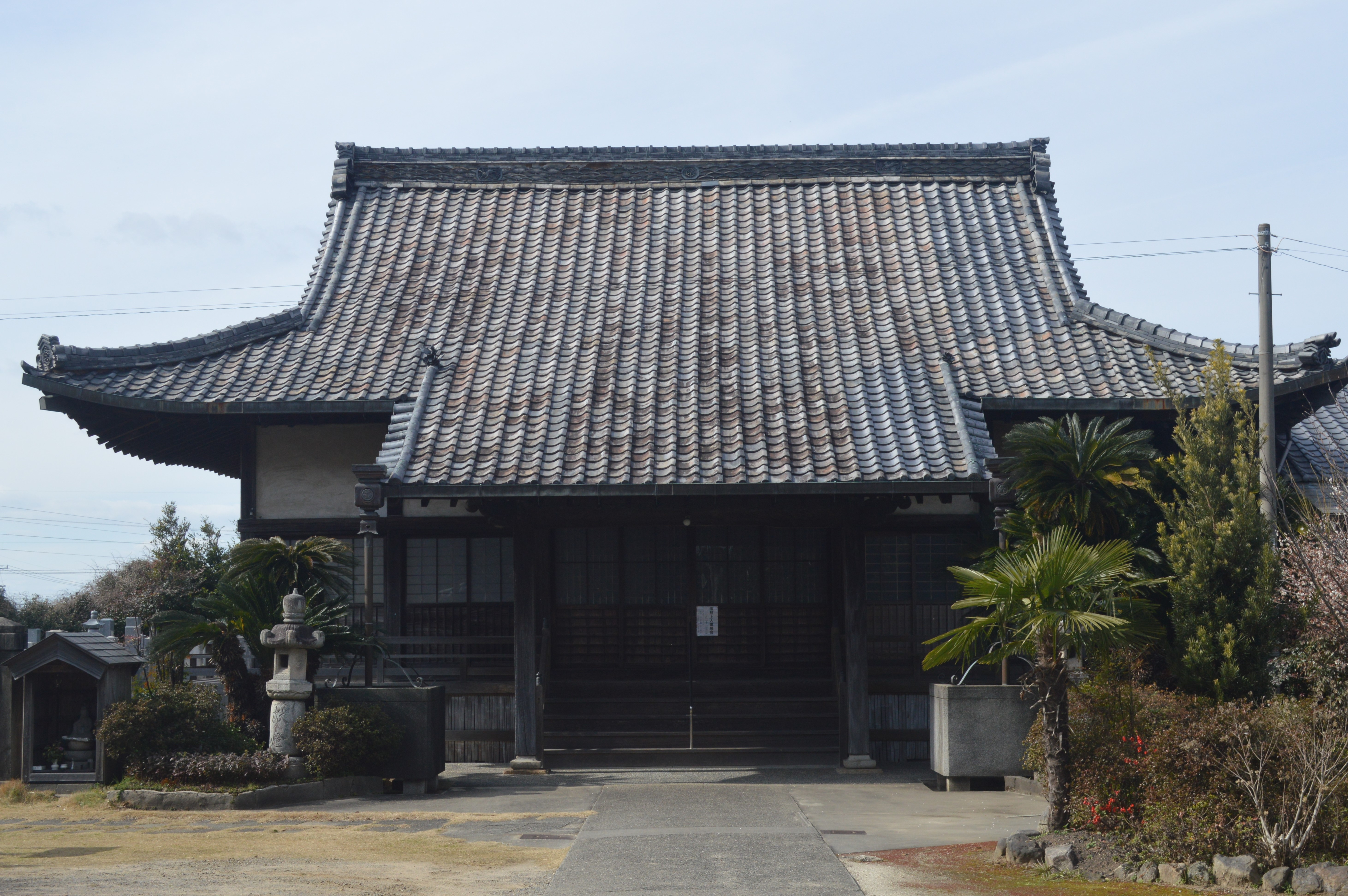
紅樹院

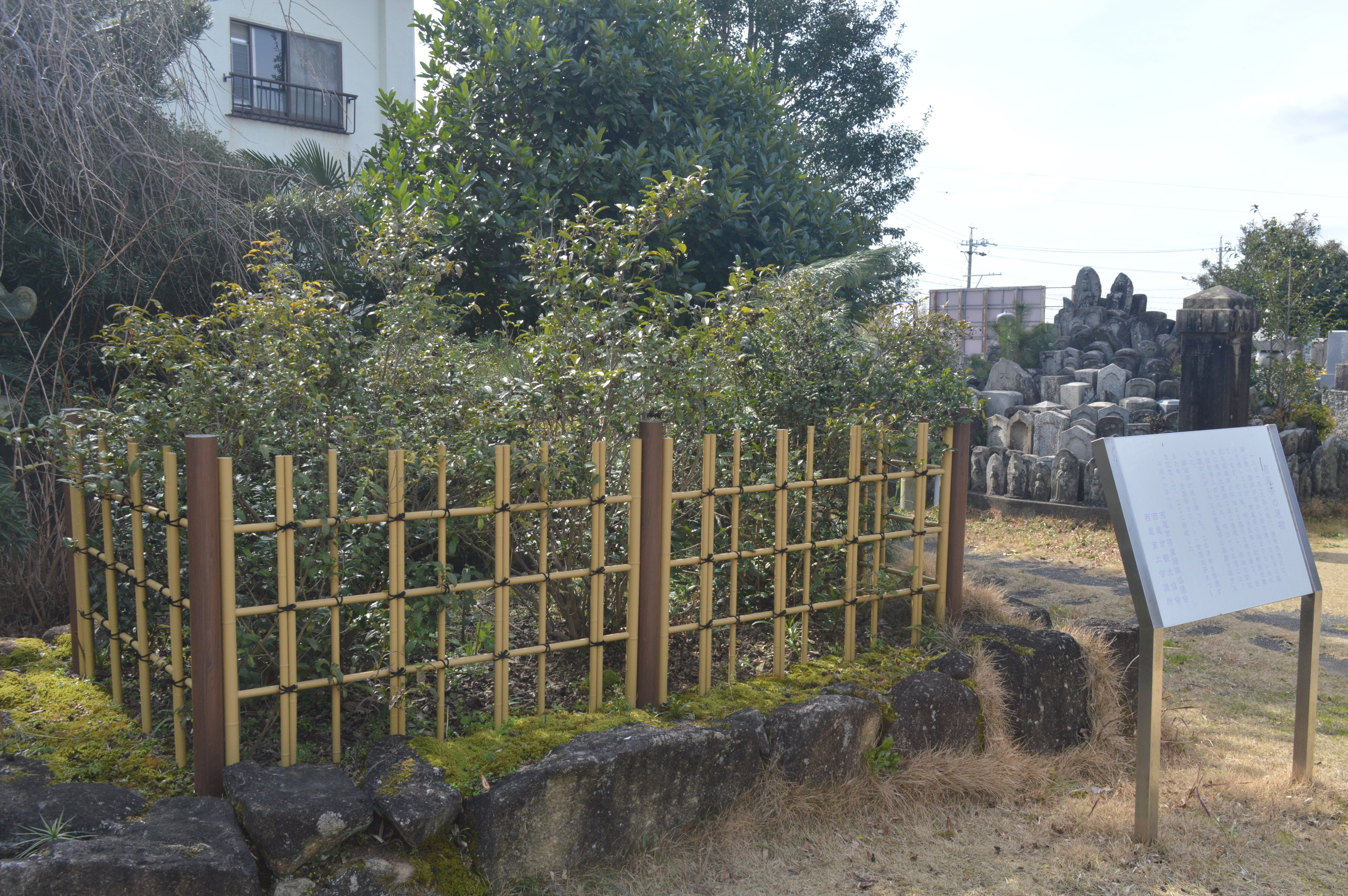
西尾茶の原樹

### 紅樹院住職
尾張国中島郡戸塚村（現在の愛知県一宮市）出身。父親は足立松左衛門であり、弟に足立勘左衛門がいる。名古屋の円輪寺で出家し、知多郡大野の洞泉寺に入寺すると、1872年（明治5年）に三河国幡豆郡西尾の紅樹院の住職となった。当時の紅樹院は荒廃していた上に負債もあったが、檀徒から浄財を募って仏殿を修理すると、玄関や庫裏も修繕し、三十三観音堂・外門・土蔵・書院を新築した。

### 茶の栽培
『愛知県特殊産業の由来 下巻』によると、順道は1872年（明治5年）に浄土宗総本山である京都の知恩院に赴いた際、順道は京都の宇治と西尾の西野町の気候が似ていることに気づいた。宇治から西尾に茶種と製茶技術を持ち帰ると、まずは境内の北東の畑に播種して二反歩の茶園を作った。
初めて茶摘みをしたのは播種から8年後の1880年（明治13年）であるとされる。順道が開墾した茶畑は約40アールとされる。順道は殖産興業の観点から、茶以外にミカンや桐の栽培もおこなっていた。1887年（明治20年）8月20日、47歳で死去した。

### 死後
1913年（大正2年）には紅樹院の参道入口に順道の頌徳碑が建てられた。2004年（平成16年）に西尾市で開催されたお茶サミットの際には、紅樹院の境内に西尾茶の原樹が植えられた。毎年12月には順道に対して献茶と業績を報告する茶祖奉告祭が開催されている。